# Androniqi Zengo Antoniu
Androniqi Zengo Antoniu (* 26. Mai 1913 in Korça; † 10. Februar 2000) war eine albanische Malerin. Zusammen mit ihrer Schwester Sofia gilt sie als erste professionelle Malerin Albaniens.

## Leben und Werk
Androniqi Zengo Antoniu war die Tochter des Ikonen-Malers Vangjel Zengo aus Dardha, den sie jahrelang unterstützte. So hat sie mehrere Kirchen in ihrer Heimatstadt Korça, in Tirana und anderen Orten Albaniens ausgemalt. Sie schloss ihr Studium der Malerei und Skulptur an der Hochschule der Bildenden Künste Athen mit Auszeichnung ab. Nach einem Studienaufenthalt in Paris kehrte sie nach Albanien zurück, um am Pädagogischen Institut „Nëna Mbretëreshë“ zu lehren. Ende der 30er Jahre soll sie eine Affäre mit Lasgush Poradeci gehabt haben. 1941 heiratete sie den Sänger Kristaq Antoniu. Sie malte vorwiegend Porträts, Landschaften und Ikonen, wie ihre Schwester stark vom Realismus geprägt.
Zu Lebzeiten hatte Androniqi Zengo mindestens drei Einzelausstellungen, darunter eine im Jahr 1937 anlässlich des 25-jährigen Jubiläums der Gründung Albaniens. Zudem nahm sie an verschiedenen Gruppenausstellungen teil, so 1939 in New York. Zengo hat über 500 Werke hinterlassen. 55 Arbeiten von ihr befinden sich in der Sammlung der Galeria Kombëtare e Arteve in Tirana. 2017 wurden postum Werke von Androniqi Zengo Antoniu auf der documenta 14 präsentiert.